# Стреленко Олександр Валентинович
Олександр Валентинович Стреленко (нар. 27 жовтня 1961 року) — український військовик, миротворець, командир 62-го окремого механізованого батальйону 6-ї окремої механізованої бригади, підполковник Збройних сил України.

## Біографія
Народився 27 жовтня 1961 року на Хмельниччині. Проживав у Славуті.
У 2004 році брав участь у миротворчій місії в Іраку у складі 6 ОМБр, був командиром 62-го окремого механізованого батальйону.
На виборах до Хмельницької міської ради 2006 року балотувався від партії Блок Юрія Кармазіна.

## Нагороди
- Медаль «Захиснику Вітчизни» (28 травня 2003) — за вагомий особистий внесок у піднесення міжнародного авторитету України та її Збройних Сил, підтримання миру і стабільності у різних регіонах світу[5];
- Орден Богдана Хмельницького III ступеня (2004) — за вагомий особистий внесок у піднесення міжнародного авторитету Збройних Сил України, мужність і самовідданість, виявлені під час виконання військового обов'язку[6];